# Vysoká Srbská
Vysoká Srbská là một làng thuộc huyện Náchod, vùng Královéhradecký, Cộng hòa Séc.